# 圆蝇亚科
圆蝇亚科（學名：Mydaeinae）為雙翅目昆蟲家蠅科之下的一個亚科。

## 屬
本亞科包括下列各屬：
- Brontaea Ferdinand Kowarz, 1873
- Graphomya Jean-Baptiste Robineau-Desvoidy, 1830
- Hebecnema Schnabl, 1889
- Hemichlora Van der Wulp, 1896[3]
- 圆蝇属 Mydaea Robineau-Desvoidy, 1830[4]：
- Myospila Camillo Róndani, 1856
- Scenetes John Russell Malloch, 1936[3]
- Scutellomusca Townsend, 1931[3]